# Palacio de Azay-le-Ferron
El palacio de Azay-Le-Ferron (en francés: Château d'Azay-Le-Ferron) es un château francés en la comuna de Azay-le-Ferron, departamento de Indre en la región de Centro-Val de Loira. El edificio original fue construido durante el Renacimiento y se conserva en muy buen estado. El palacio puede visitarse ahora y en l parque se desarrollan actividades de conservación y cultivo de plantas. El palacio está en el ámbito del parque natural Regional del Brenne.
El palacio fue objeto de una clasificación en el título de los monumentos históricos en 1950. En 2016, recibió 17 833 visitantes.
Aunque pertenece al conjunto cultural de los castillos del Loira, está más al sur del «Valle del Loira entre Sully-sur-Loire y Chalonnes-sur-Loire», declarado Patrimonio de la Humanidad en 2000. Si es miembro de la asociación «Châteaux de la Loire, Vallée des Rois» creada en 2008 para agrupar la oferta turística de conjuntos patrimoniales, clasificados o inscritos en el epígrafe de monumentos históricos o etiquetados como «Jardin remarquable» (jardín notable o destacado), abiertos al público y situados en la región Centro-Valle de Loira.

## Historia

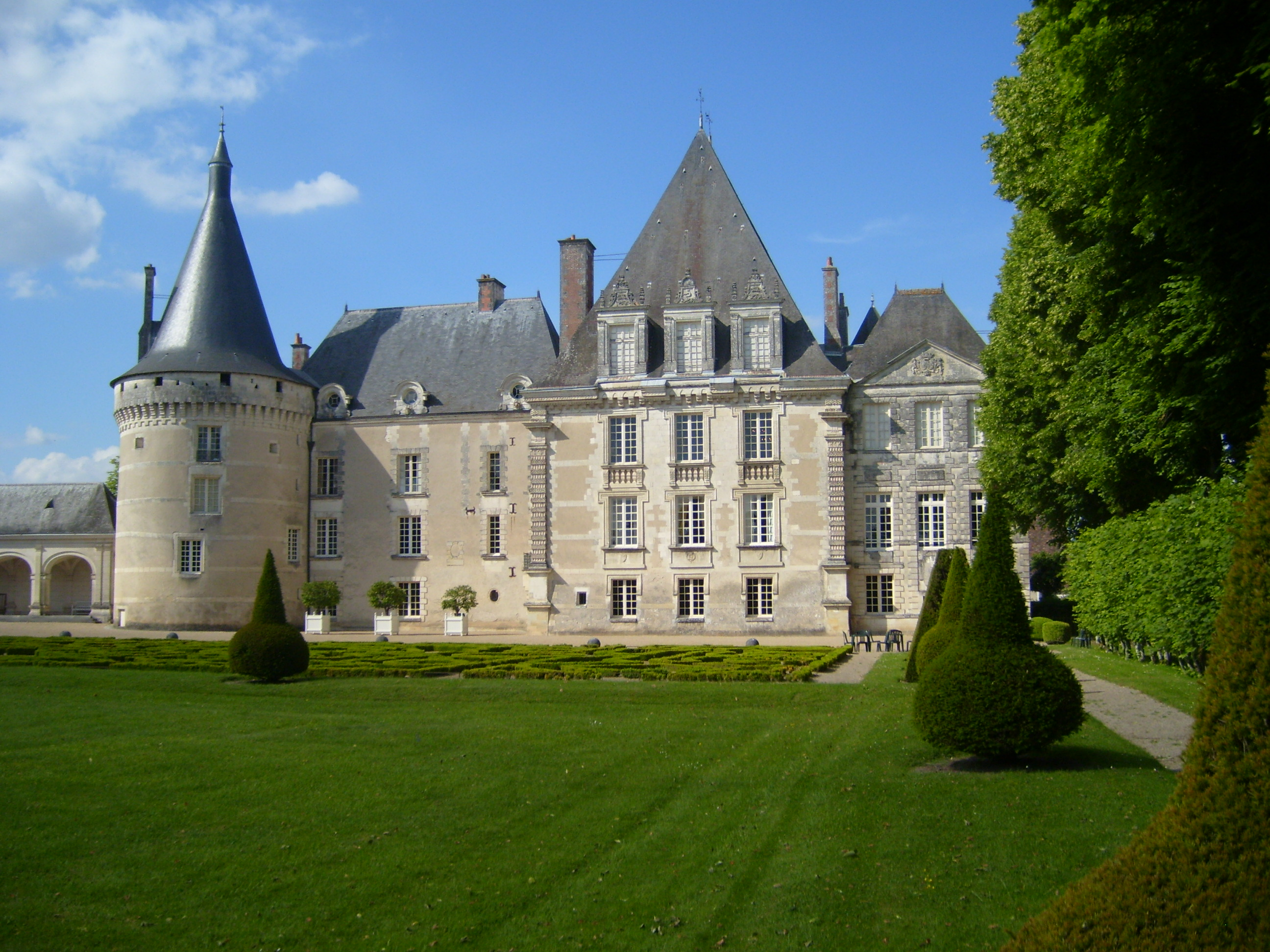
Castillo de Azay-le-Ferron, mostrando la torre del (izda.), la residencia del XVII (centro) la residencia del XVIIi (dcha.)

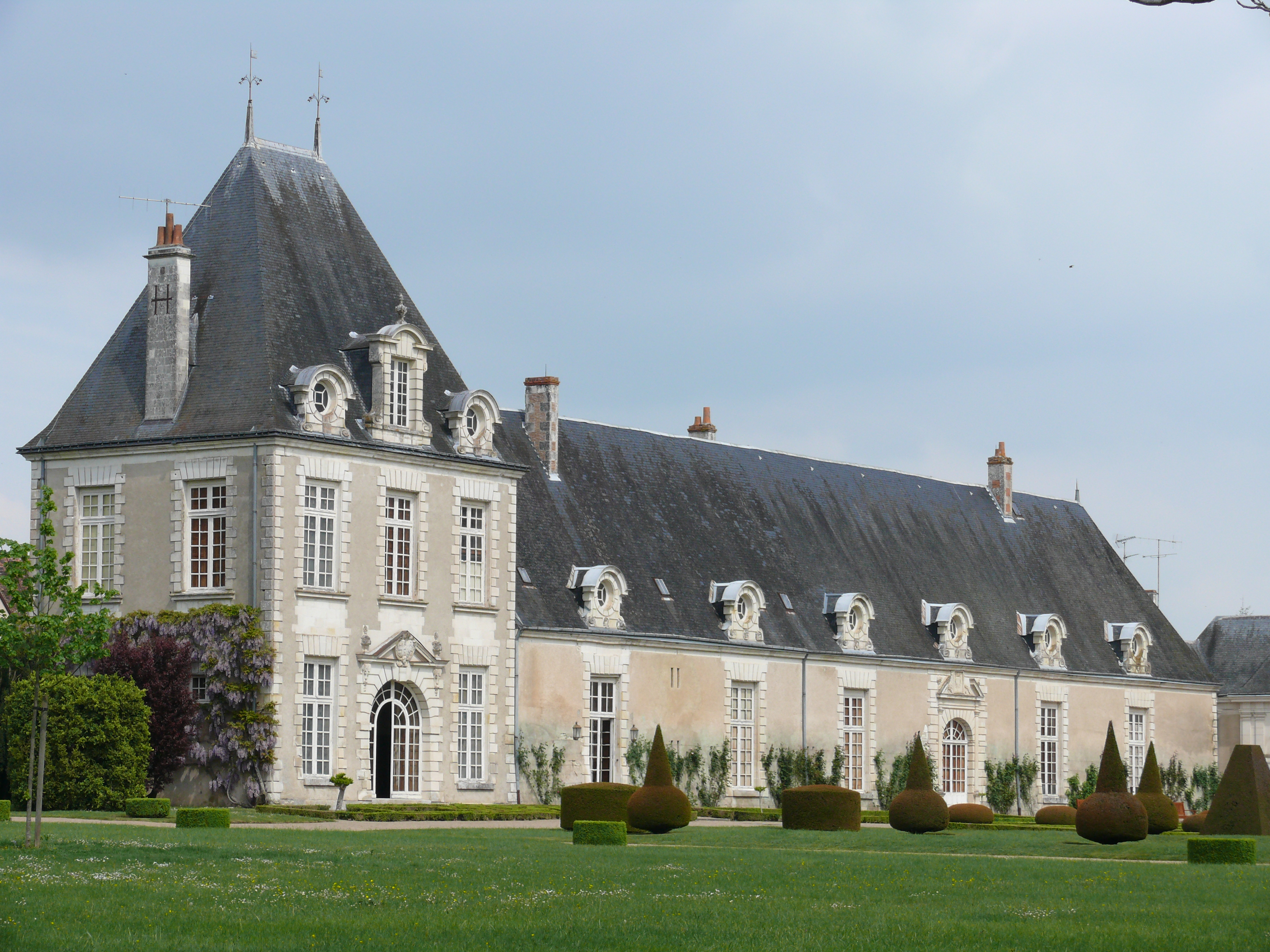
El castillo, en 2010

El primer castillo fue construido por Prégent Frotier a finales del siglo XV, en tierras que habían pertenecido a Nicolas Turpin de Crissé en el siglo XIII, y que pasaron a formar parte de la baronía de Preuilly en 1412. La torre del primer castillo, fechada en 1496, sigue en pie, incorporada a las edificaciones posteriores del siglo XVII.
En 1560, el castillo pasó a la familia de Louis I de Cravant, que fueron sus titulares hasta el final del siglo XVII. Fueron propietarios César de Vendôme, hijo del rey Enrique IV de Francia y Gabrielle d'Estrées, que se convirtió en barón de Preuilly por decreto real, y Luis IV de Crevant, un mariscal del ejército de Luis XIV. En 1638, se agregaron a la torre una residencia y una nueva ala y pabellón, probablemente por Louis III de Crevant d'Humieres, y se perforaron ventanas  en la torre vieja para transformar la fortaleza en una residencia. Esta nueva ala fue ornamentada con el emblema de salamandra del rey Francisco I y con el armiño emblema de Claude de France.
En 1699, la baronía Château d'Azay-le-Ferron fue adquirida por Louis-Nicolas Le Tonnelier de Breteuil. Su hija, Gabrielle-Emilie, fue amante de Voltaire desde 1733 hasta 1737. La familia de Breteuil fue propietaria del castillo hasta 1739, cuando fue vendido a Louis François de Gallifet. La familia de Bretueil probablemente construyó el ala este del edificio, que lleva su escudo de armas.
Después de 1739, la propiedad pasó por una larga serie de propietarios. Poco después de la Revolución, fue propiedad de dos prominentes fabricantes de armas para el ejército de Napoleón. En 1852, fue comprado por Victor y Antoine Luzarche. Ellos y sus descendientes fueron dueños de la casa durante el resto del siglo XIX y principios del XX.
La nieta de Antoine Luzarche, Marthe, se casó con George Hersent, un ingeniero civil y propietario de una gran empresa que construía canales y puertos, y heredó el castillo en 1925. Cuando ella murió en 1952, legó la casa y el parque a la ciudad de Tours.
El edificio está clasificado como monumento histórico  desde el 25 de enero de 1950.

## Arquitectura
Con una notable conservación, alberga magníficas colecciones de mobiliario del estilo Renacimiento, estilo Regencia, estilo Luis XVI e estilo Imperio. 

## Parque y jardines
El parque original fue creado en el siglo XVII y tenía una superficie de cincuenta hectáreas, con 10 de las hectáreas en un parque paisajístico y el llamado parc agricole, probablemente para la recolección de frutas y verduras. Existen aún pocas alineaciones de ese temprano jardín y se preservan cuidadosamente.
En 1856, Antoine Luzarche encargó a los hermanos Denis y Eugène Bühler, arquitectos paisajistas, la creación de un jardín paisajista francés con perspectivas, callejones y bosquetes de árboles, cubriendo un área de dieciocho hectáreas. El nuevo parque incluía un arboreto de árboles exóticos, entre ellos secuoyas de California.
A partir de 1920, Georges Hersent añadió un clásico jardín à la française, con broderies y topiaria, cerca de la casa, integrado con la arquitectura que incluye bojes tallados con las formas de las piezas de ajedrez.
En 1995, la Universidad François-Rabelais en Tours creó un huerto de perales y manzanos en una parte del parque. En 1999, se cultivaron árboles frutales en espalderas tradicionales contra las paredes, junto con uvas de mesa de cuarenta variedades. En 2003, se añadió un jardín de rosas con 168 rosales de 56 variedades al jardín. En 2008, se agregó un camino que trazó la historia de la rosa desde la época romana hasta el presente.
Los jardines del Château d'Azay-le-Ferron están inscritos en la lista de jardines con la etiqueta jardín notable.

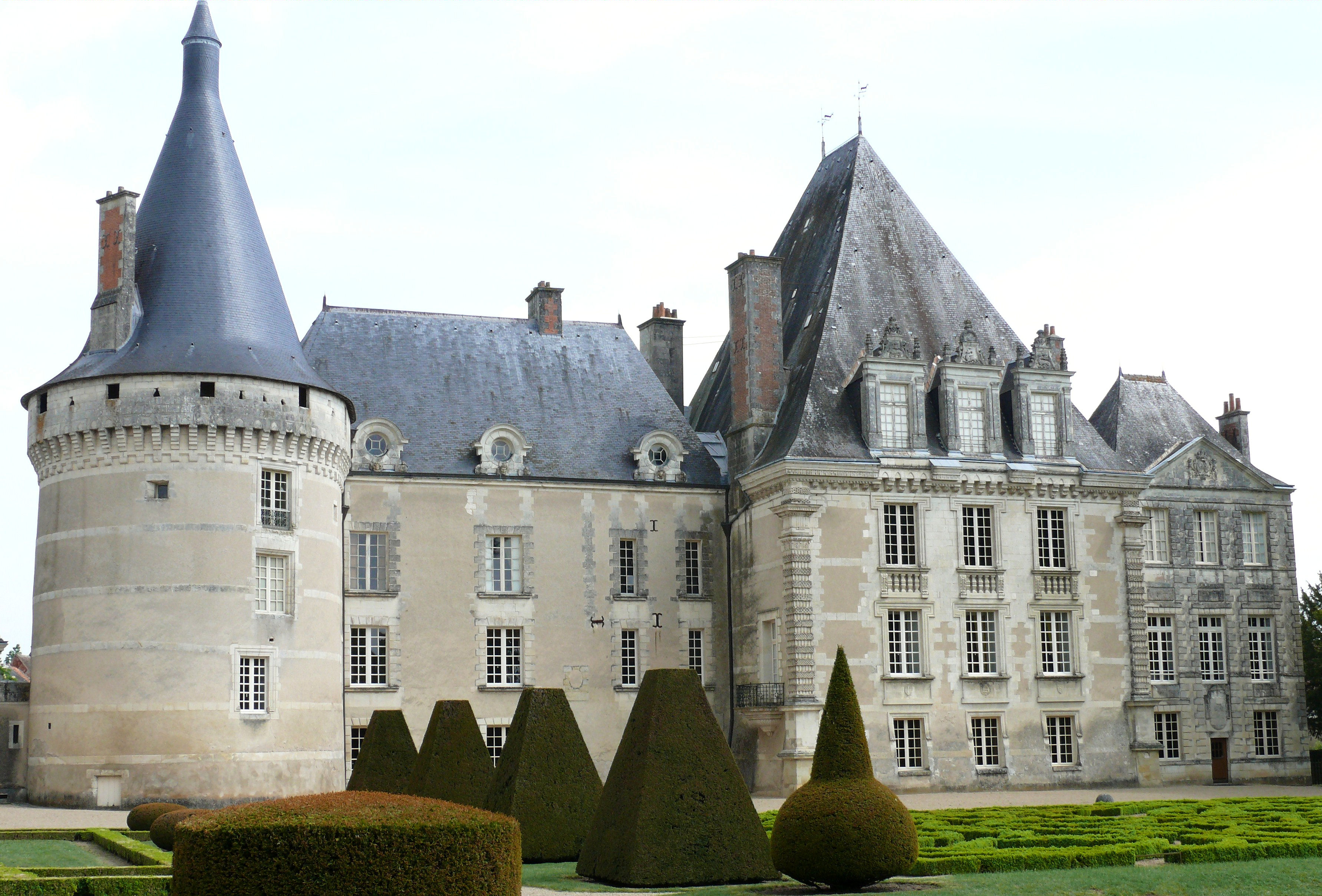
El palacio en 2010
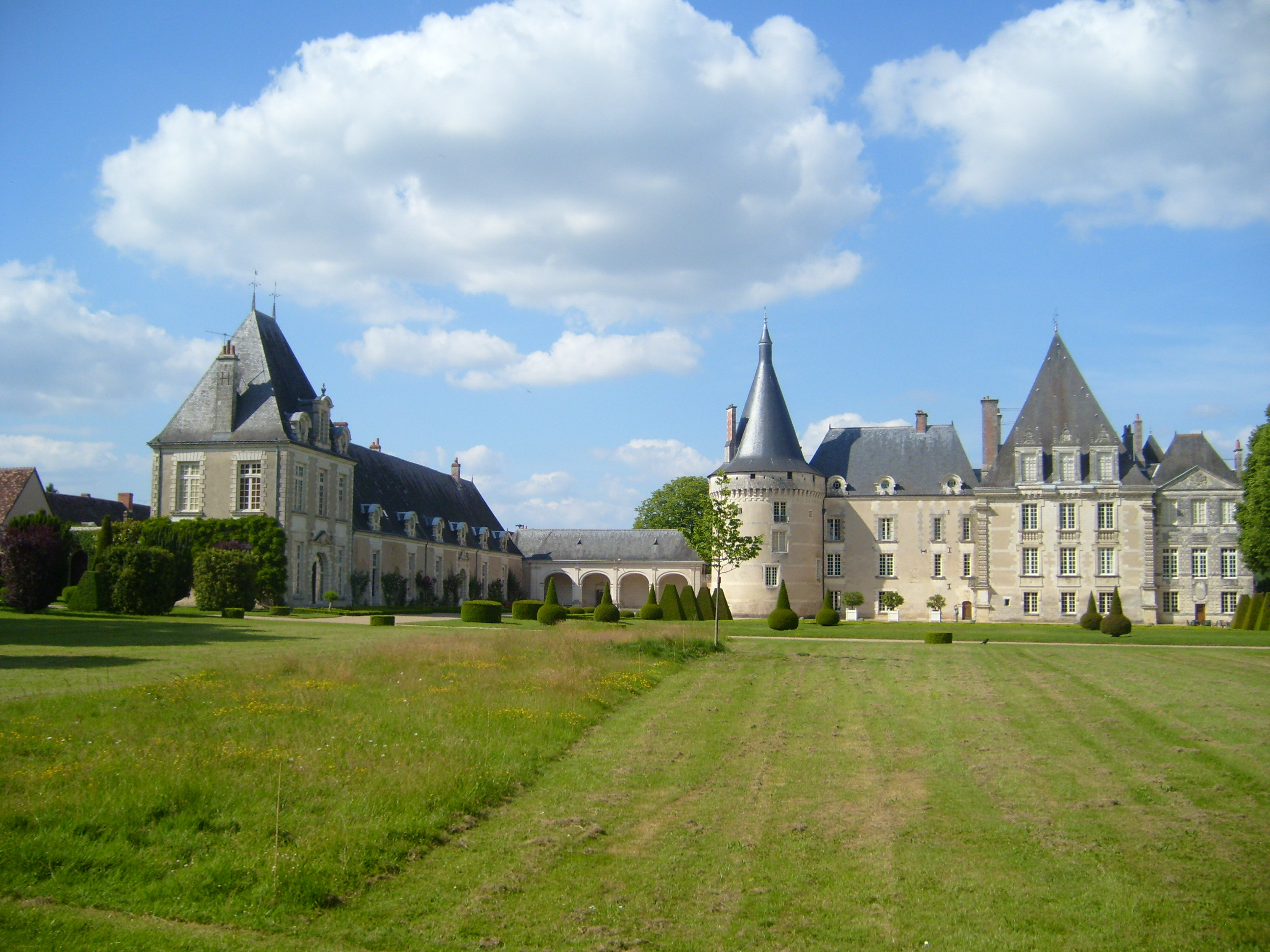
El palacio y el parque en 2009
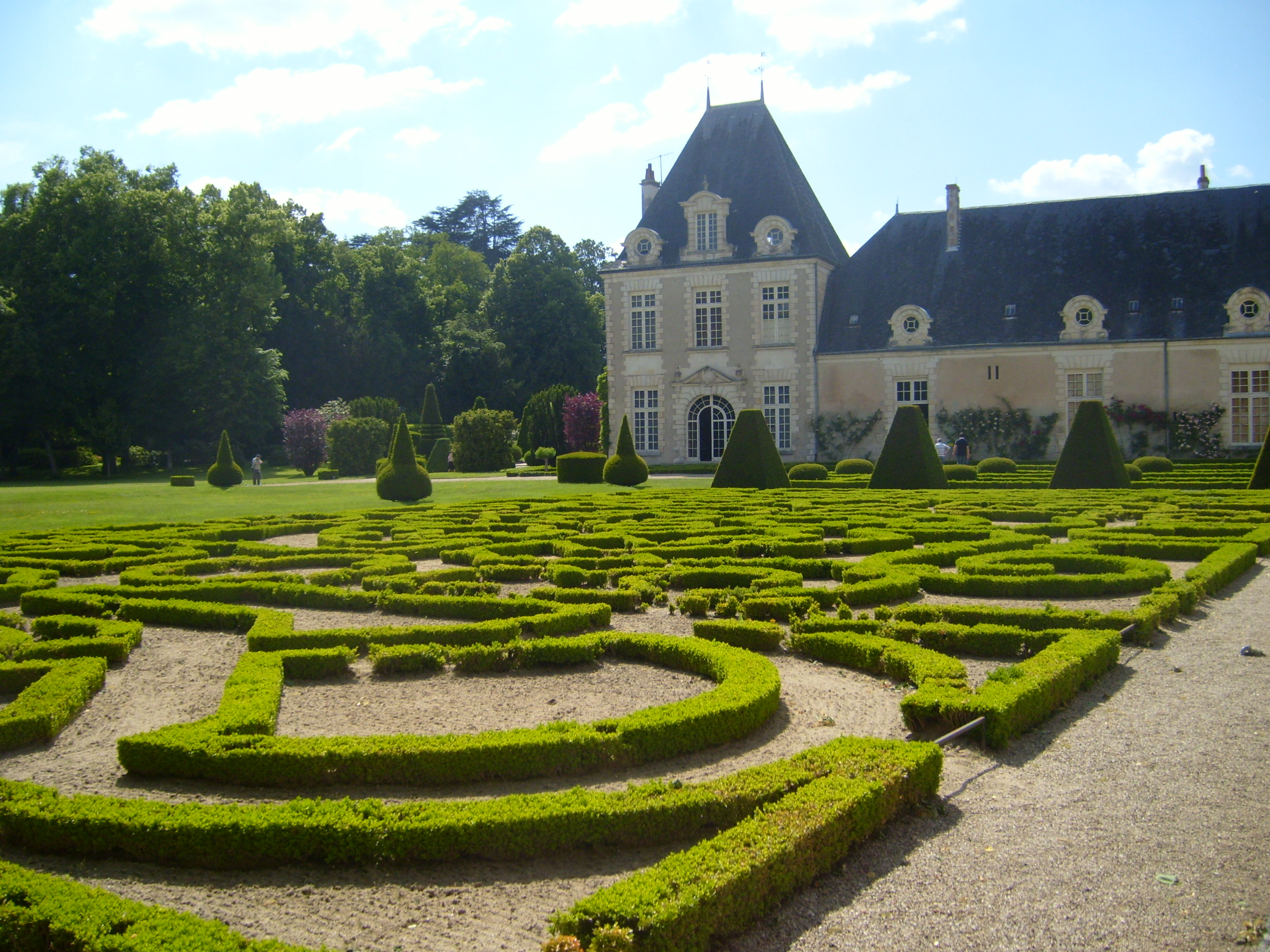
El jardin en 2009
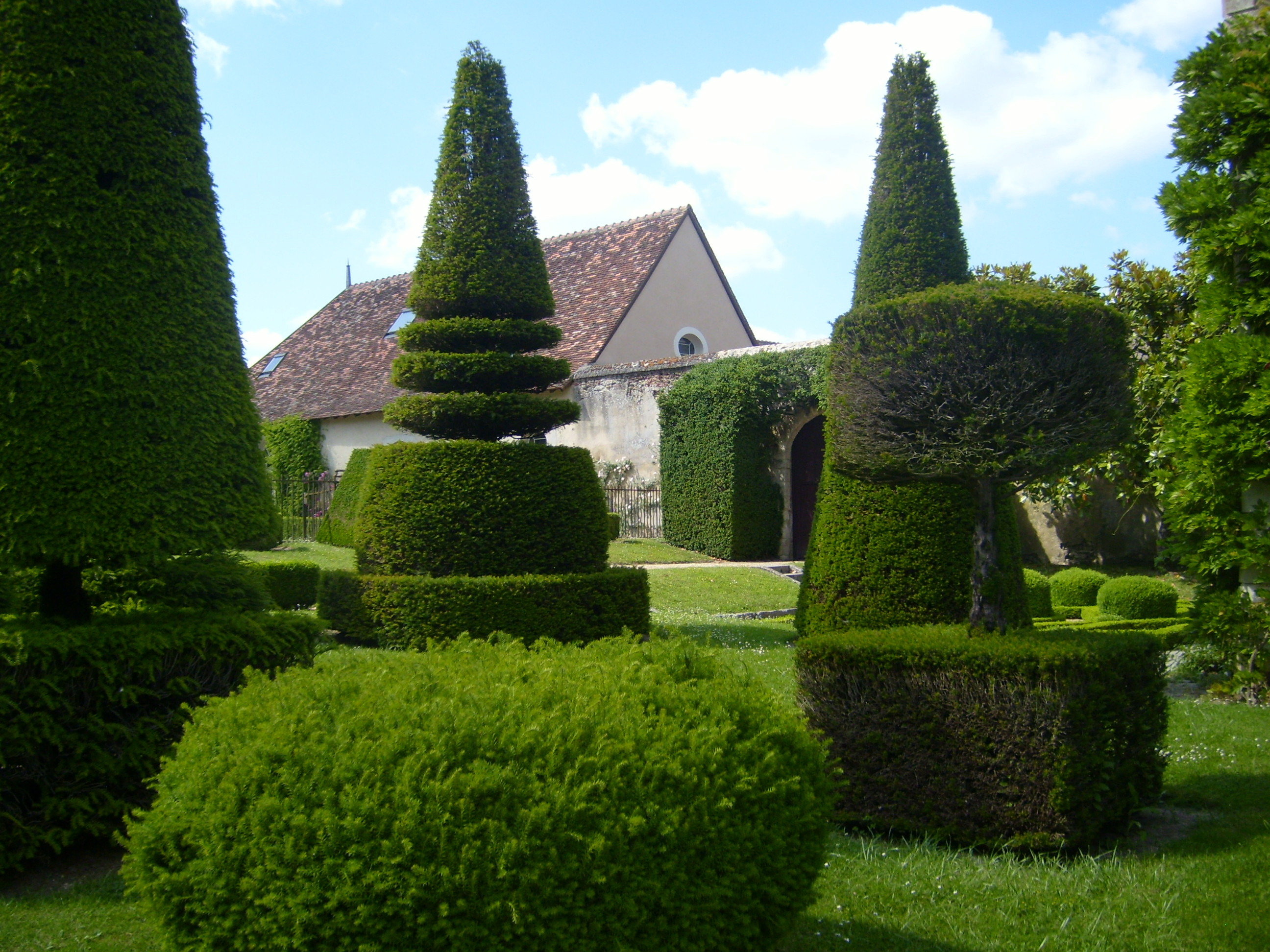
El parque en 2009